# Skif-Festival
Das SKIF-Festival (Sergei Kurjochin International Festival) findet in Sankt Petersburg statt und präsentiert russische und internationale Folk-, Ethno-, Jazz-, Avantgarde-, Elektronik- und Rockmusik.
Nach dem Tod des international bekannten Komponisten Sergei Kurjochin im Jahr 1996 wurden die Festivals SKIF-1 und SKIF-2 erstmals veranstaltet, anfangs noch in New York. Seit 1998 wird es in der Heimatstadt des Künstlers abgehalten.
Das SKIF-Festival bringt Künstler nach Sankt Petersburg, die dem russischen Publikum sonst im weitgehend kommerzialisierten Musikbetrieb Russlands vorenthalten blieben.